# City of Playford Tennis International
Il City of Playford Tennis International è un torneo professionistico di tennis giocato sul cemento, che fa parte dell'ATP Challenger Tour e dell'ITF Women's Circuit. Si gioca annualmente dal 2018 al Playford City Tennis Centre della Città di Playford, in Australia.

## Albo d'oro

### Singolare maschile
| Anno       | Campione               | Finalista         | Punteggio     |
| ---------- | ---------------------- | ----------------- | ------------- |
| 2024       | Rinky Hijikata (2)     | Yuta Shimizu      | 6–4, 7–6(4)   |
| 2023       | James Duckworth (2)    | Coleman Wong      | 7–5, 7–5      |
| 2022       | Rinky Hijikata (1)     | Rio Noguchi       | 6–1, 6–1      |
| 2021- 2020 | Non disputato          | Non disputato     | Non disputato |
| 2019 (2)   | James Duckworth (1)    | Yasutaka Uchiyama | 7–6(2), 6–4   |
| 2019 (1)   | Rogério Dutra da Silva | Mats Moraing      | 6–3, 6–2      |
| 2018       | Jason Kubler           | Brayden Schnur    | 6–4, 6–2      |

### Doppio maschile
| Anno       | Campioni                                | Finalisti                       | Punteggio           |
| ---------- | --------------------------------------- | ------------------------------- | ------------------- |
| 2024       | Blake Ellis Thomas John Fancutt         | Jake Delaney Jesse Delaney      | 6–1, 5–7, [10–5]    |
| 2023       | Ryan Seggerman Patrik Trhac             | Blake Ellis Tristan Schoolkate  | 6–3, 7–6(3)         |
| 2022       | Jeremy Beale Calum Puttergill           | Rio Noguchi Yusuke Takahashi    | 7–6(2), 6–4         |
| 2021- 2020 | Non disputato                           | Non disputato                   | Non disputato       |
| 2019 (2)   | Harri Heliövaara Patrik Niklas-Salminen | Ruben Gonzales Evan King        | 6–4, 6(4)–7, [10–7] |
| 2019 (1)   | Max Purcell Luke Saville                | Ariel Behar Enrique López Pérez | 6–4, 7–5            |
| 2018       | Mackenzie McDonald Tommy Paul           | Maverick Banes Jason Kubler     | 7–6(4), 6–4         |

### Singolare femminile
| Anno       | Campionessa      | Finalista         | Punteggio        |
| ---------- | ---------------- | ----------------- | ---------------- |
| 2024       | Maddison Inglis  | Himeno Sakatsume  | 7–6(7), 5–7, 6–1 |
| 2023       | Astra Sharma     | Joanna Garland    | 7–6(6), 6–0      |
| 2022       | Kimberly Birrell | Maddison Inglis   | 3–6, 7–5, 6–4    |
| 2021- 2020 | Non disputato    | Non disputato     | Non disputato    |
| 2019 (2)   | Storm Sanders    | Lizette Cabrera   | 6–3, 6–4         |
| 2019 (1)   | Anna Kalinskaya  | Elena Rybakina    | 6–4, 6–4         |
| 2018       | Zoe Hives        | Alexandra Bozovic | 6–4, 5–7, 7–6(4) |

### Doppio femminile
| Anno       | Campionesse                                | Finaliste                         | Punteggio        |
| ---------- | ------------------------------------------ | --------------------------------- | ---------------- |
| 2024       | Alexandra Bozovic (2) Petra Hule           | Lizette Cabrera Taylah Preston    | 6–4, 6–3         |
| 2023       | Talia Gibson (2) Priscilla Hon             | Kaylah McPhee Astra Sharma        | 6–1, 6–2         |
| 2022       | Alexandra Bozovic (1) Talia Gibson (1)     | Han Na-lae Priska Madelyn Nugroho | 7–5, 6–4         |
| 2021- 2020 | Non disputato                              | Non disputato                     | Non disputato    |
| 2019 (2)   | Asia Muhammad Storm Sanders                | Naiktha Bains Tereza Mihalíková   | 6–3, 6–4         |
| 2019 (1)   | Giulia Gatto-Monticone Anastasia Grymalska | Amber Marshall Lulu Sun           | 6–2, 6–3         |
| 2018       | Dalila Jakupović Irina Chromačëva          | Junri Namigata Erika Sema         | 2–6, 7–5, [10–5] |